# Bataille de Nicomédie
La bataille de Nicomédie est une victoire d'Andronic Ier Comnène sur les forces d'Andronic Ange en 1182.

## Contexte
En 1180, la mort de l'empereur Manuel Ier laisse l'empire à son fils Alexis II mineur, sous la tutelle de sa mère, la régente Marie d'Antioche. Cette dernière, sans cesser de vivre au palais, donna le pouvoir au protosébaste Alexis Comnène, neveu de Manuel. 
Mais les deux régents sont bientôt victimes de complots et la population de Constantinople se révolte à plusieurs reprises contre les dirigeants de l'Empire. Après plusieurs erreurs dans la politique des deux dirigeants, la population se révolte une nouvelle fois. 
La situation est critique pour Marie d'Antioche et Alexis Comnène quand intervient Andronic Comnène, fils d'Isaac lui-même frère de Jean II Comnène. Après de nombreuses années d'errance, Andronic décide de jouer un rôle politique à Constantinople. Après plusieurs lettres envoyées au jeune Alexis, futur empereur, et au patriarche dans lesquelles il proteste contre la politique de ces derniers, Andronic se décide à lever une armée, et, ses préparatifs terminés au printemps 1182, il s'avance jusqu'à Nicomédie.

## La bataille
À Nicomédie, Andronic Comnène rencontre les forces d'Andronic Ange qu'il met en déroute. Ce dernier fait défection et rejoint la flotte de Kontostéphanos qui, apprenant son changement de côté, le recueille.

## Bilan
À la suite de la bataille, Andronic Ier s'avance à Constantinople où il demande la destitution du protosébaste et l'entrée dans un monastère de Marie d'Antioche. À ce moment-là survient l'événement qu'attendait Andronic : le soulèvement de Constantinople. Commence alors le massacre des Latins de Constantinople qui aura des conséquences particulièrement néfastes pour l'Empire puisqu'il mènera au détournement de la Quatrième croisade.

## Sources
- Louis Bréhier, Vie et Mort de Byzance, Albin Michel, mai 2006, 632 p. (ISBN 2-226-17102-9, présentation en ligne)